# Музей Анны Ахматовой в Фонтанном доме
Музей Анны Ахматовой в Фонтанном доме открылся в Ленинграде 24 июня 1989 года, к столетию со дня рождения поэтессы. Находится в южном флигеле Фонтанного дома, где Анна Ахматова жила с 1924 по 1952 год.

## Анна Ахматова в Фонтанном доме

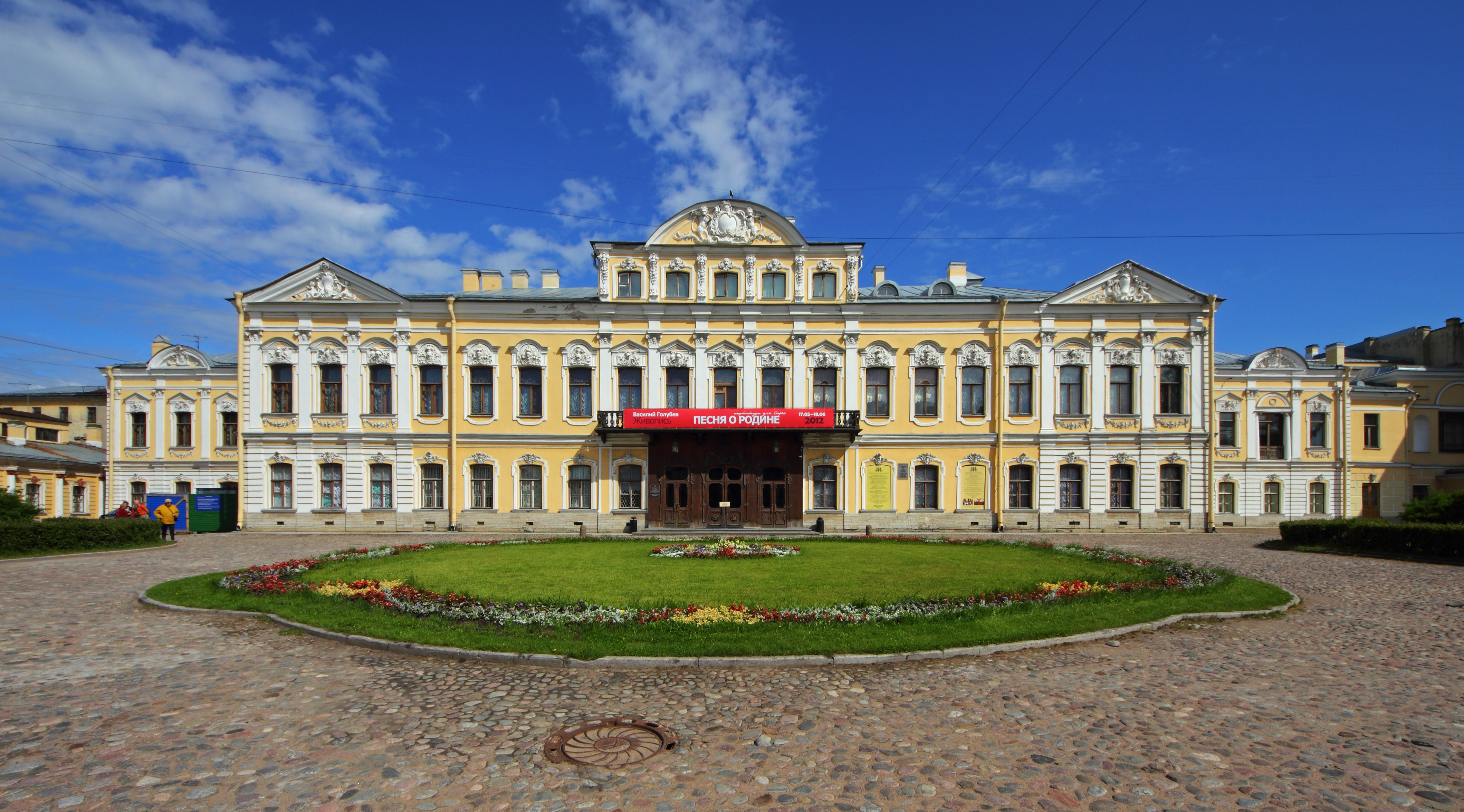
Дворец Шереметевых на Фонтанке

Фонтанный дом — родовая усадьба графов Шереметевых, памятник архитектуры барокко. Основное здание возведено в 1740-х годах; на протяжении XIX века был достроен ряд флигелей. В 1918 году граф С. Д. Шереметев передал дворец советскому государству; в нём последовательно размещались Музей быта, Дом занимательной науки, Арктический и Антарктический институт.
В 1918 году Анна Ахматова переехала в северный флигель Фонтанного дома, где жил её второй муж Владимир Шилейко, бывший домашним учителем внуков С. Д. Шереметева.
В октябре 1922 года Ахматова впервые побывала в гостях у Николая Николаевича Пунина, жившего в южном флигеле Шереметевского дворца: квартиру он получил как комиссар Русского музея. С 1924 года она жила попеременно там и в служебном флигеле Мраморного дворца, куда к тому времени переселился Шилейко. В 1926 году Ахматова окончательно переехала к Пунину, став его гражданской женой. В квартире Пуниных она проживёт до 1952 года, сменив три из четырёх комнат.

## История музея

Арка у музея

Решение об открытии музея Анны Ахматовой Исполком Ленсовета принял в 1988 году. Первоначально он открылся в 1989 году, к столетию со дня рождения поэта, как филиал Литературно-мемориального музея Достоевского, но позднее был выделен как самостоятельный музей.
Музей расположен в южном садовом флигеле Шереметевского дворца (Набережная реки Фонтанки, дом 34). Вход осуществляется со стороны Литейного проспекта, через арку дома 53. Вход в неё украшает выбитая на кирпиче репродукция известного фотопортрета Ахматовой работы Моисея Наппельбаума; кроме того, арка используется как стихийное пространство для граффити: цитат из классики и стихов собственного сочинения. Когда надписей становится слишком много, сотрудники музея фотографируют их и закрашивают, освобождая место для новых.
С 1991 года музей функционирует также как культурный центр: здесь проводятся встречи с писателями, выставки современного искусства, лекции и т. п.

## Фонды и экспозиция
На 2020 год коллекция музея насчитывала 51 564 единицы хранения. В это число входят, помимо прочего, книги писателей Серебряного века с автографами, издания книг Анны Ахматовой, фотографии, рукописи (как самой Ахматовой, так и её современников) и многое другое. Помимо фонда документов и автографов, музей располагает значительным собранием изобразительных материалов: произведений живописи, графики, скульптуры и декоративно-прикладного искусства. В числе прочего оно включает прижизненную иконографию Ахматовой, в том числе рисунок Амедео Модильяни, созданный в 1911 году.
Современная экспозиция, существующая с 2003 года, воссоздаёт облик квартиры 1920—1940-х годов: прихожая, кухня, «кабинет» Лёвы, столовая, кабинет Пунина, комнаты Ахматовой… Мемориальную часть дополняет литературно-историческая («Белый зал»), посвящённая творческой биографии Анны Ахматовой и использующая современные технические средства, включая видео- и аудиоинсталляции.

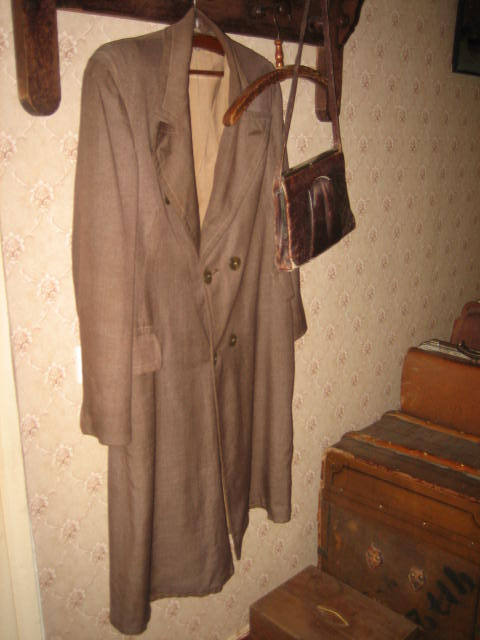
После ареста бывшего мужа Ахматова оставила висеть пальто Н. Н. Пунина на месте как память. Ныне висит, как прежде, в музее
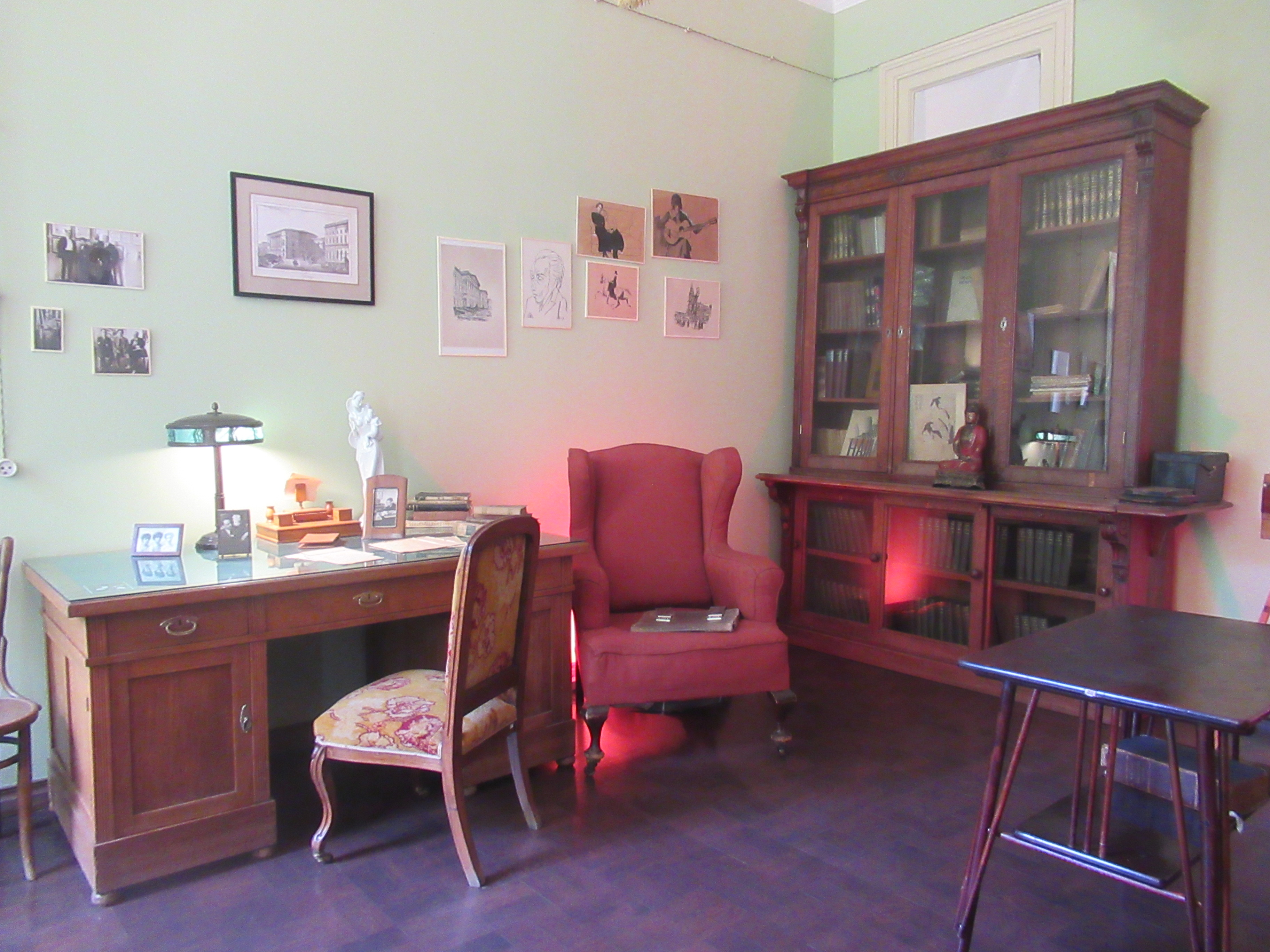
Кабинет Н. Н. Пунина
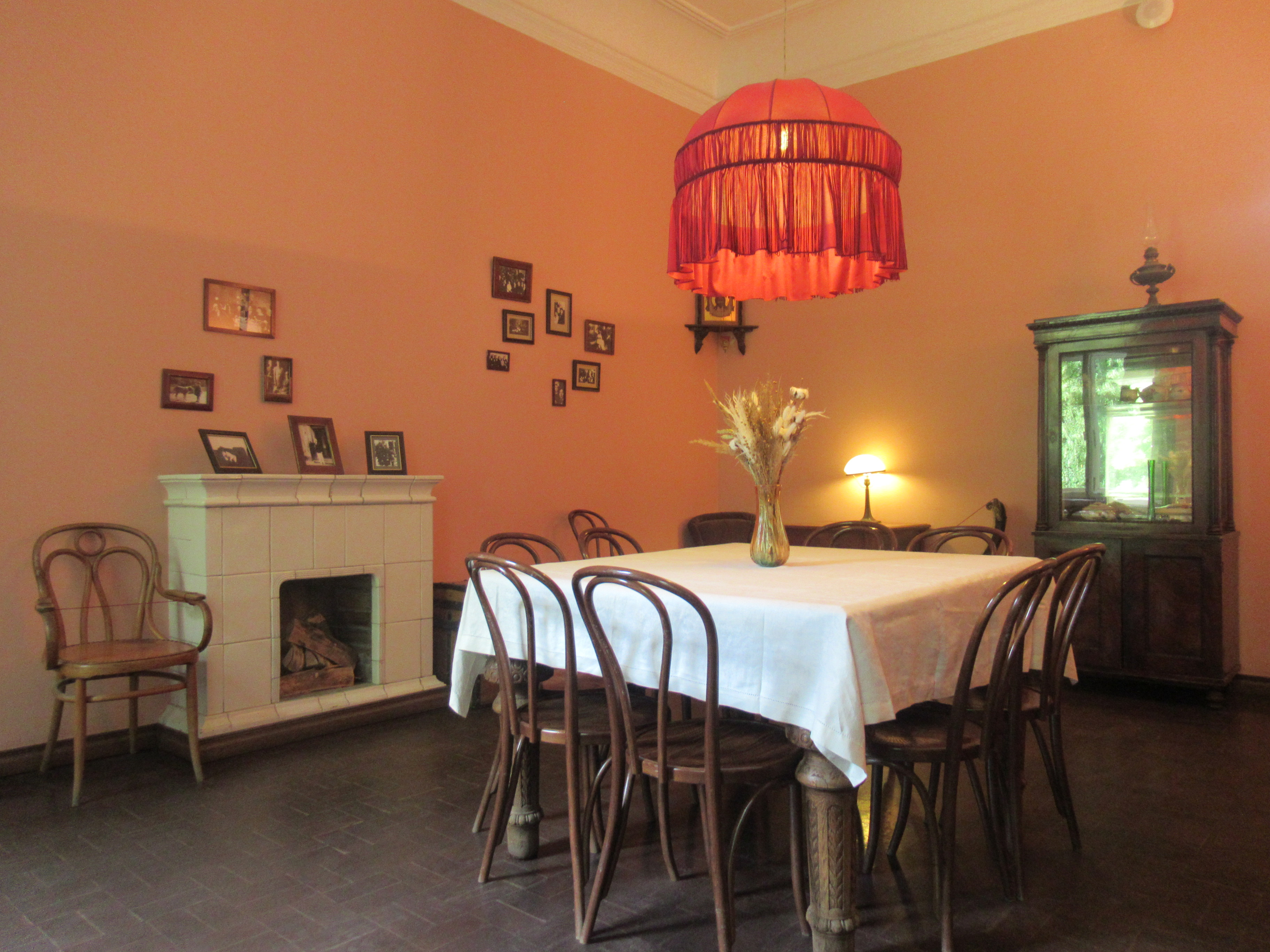
Столовая
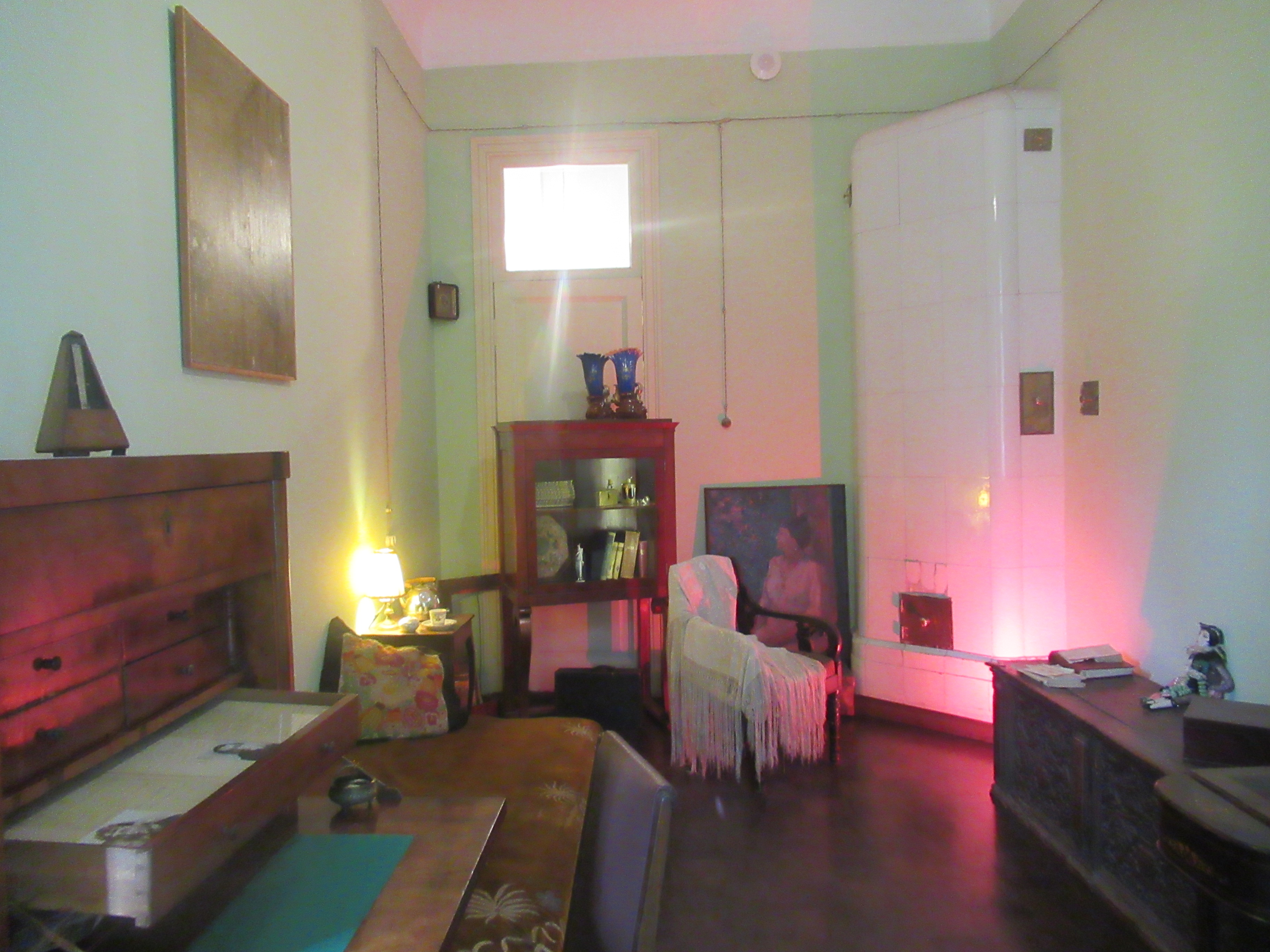
Комната Ахматовой (1938—1941)
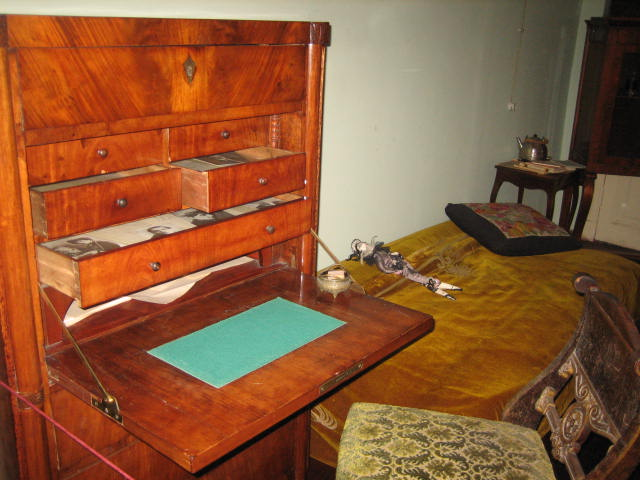
Письменный стол Анны Ахматовой. Лежат подлинные письма в защиту репрессированного сына

## Филиалы

### Музей-квартира Льва Гумилёва
Музей-квартира Льва Гумилёва, расположенный в доме № 1/15 по Коломенской улице, был открыт в 2004 году. Здесь представлены подлинная обстановка последней квартиры сына Анны Ахматовой Льва Гумилёва, его прижизненные издания, личная библиотека и архив.

### Музей Иосифа Бродского в Фонтанном доме
«Американский кабинет» Иосифа Бродского, открытый в 2005 году на первом этаже музея в Фонтанном доме и воспроизводивший обстановку кабинета поэта в Саут-Хэдли (Массачусетс), просуществовал до 2021 года. Затем вместо него на третьем этаже дома открылась экспозиция «Иосиф Бродский. Натюрморт». Поэт никогда не жил в Фонтанном доме, его подлинные вещи были переданы музею вдовой поэта и его друзьями.

## Награды
- Почётный диплом Законодательного Собрания Санкт-Петербурга (23 июня 1999 года) — за заслуги в области культуры и музейной деятельности в Санкт-Петербурге, за большой вклад в дело изучения и сохранения культурного наследия и в связи с 10-летием со дня основания[20];
- Первый диплом в номинации «Открытие года» на конкурсе «Лучшее в Петербурге»[21];
- Победитель конкурса «Меняющийся музей в меняющемся мире» 2011 г.[12]

## Музей в Автово
В Санкт-Петербурге, в историческом районе Автово, существует ещё один музей, связанный с А. Ахматовой и её исторической эпохой. Это муниципальный музей «Анна Ахматова. Серебряный век», созданный под руководством В. А. Биличенко. Он занимает первый этаж обычного жилого дома массовой застройки XX века и в этом смысле мемориальным не является, но собирает коллекцию, связанную с жизнью и творчеством поэтессы, её близких и творческих людей современной ей эпохи.